# Daniukî, Hmelnîțkîi
Daniukî (în ucraineană Данюки) este un sat în comuna Ceabanî din raionul Hmelnîțkîi, regiunea Hmelnîțkîi, Ucraina.

## Demografie
Componența lingvistică a localității Daniukî
     Ucraineană (95,98%)
     Rusă (4,02%)
Conform recensământului din 2001, majoritatea populației localității Daniukî era vorbitoare de ucraineană (95,98%), existând în minoritate și vorbitori de rusă (4,02%).